# Björn Henriksson
Björn Georg Henriksson, född 23 oktober 1942 i Sandvikens församling, Gävleborgs län, död 8 december 2022, var en svensk filmfotograf.
Björn Henriksson blev faderlös vid nio års ålder och flyttade med familjen så småningom till Växjö där han i unga år började på Smålandsposten. Efter en tid genomgick han Arméns fotoskola. På Smålandsposten arbetade han bland annat som reporter och fotograf varefter han började på Sveriges Television i Stockholm.
Henriksson var fotografen bakom Tom Alandhs SVT-dokumentärer och tillsammans med filmklipparen Karin Elander gjorde de omkring 100 filmer från 1970 och framåt. De gjorde dokumentärer om kända personer som artisten Monica Zetterlund, boxaren Bosse Högberg, fotbollsspelaren Nacka Skoglund och Annika Östberg, som under många år satt i amerikanskt fängelse, men också andra människoöden.
Björn Henriksson var från 1970 till sin död gift med Majlis Wettergren Henriksson (född 1942).

## Filmografi i urval

### Som fotograf
- 1987 – Nacka-myten och människan
- 1993 – Kronofogden kommer – vems är skulden?[5]
- 1993 – Folke Pettersson slår till
- 1997 – Cornelis – dokumentären
- 1999 – Annika – ett brott, ett straff, ett liv
- 2000 – Ljuset håller mig sällskap
- 2000 – Bosse Högberg – en film om kärlek, sjukdom och feta smällar
- 2005 – Det finns bara en Ingemar Johansson
- 2006 – Aktiebolaget Jens Assur – Firma Fotografi och Filmregi
- 2007 – Vi hänger me’
- 2011 – Musikresan
- 2011 – Leva livet
- 2011 – Drömmen om Sverige
- 2011 – Att stå utanför och se in...
- 2013 – Vad hände med grabbarna på kåken
- 2013 – Vad hände med barnen?
- 2014 – Och förlåt oss våra skulder
- 2014 – Gymnasten som lärde sig gå
- 2015 – Ur Svennis skugg
- 2015 – Hellre en skrynklig själ än ett slätstruket liv

### Som manusförfattare
- 2015 – Starta eget – lyset är paj och det är en jäkla röra också

### Som regissör
- 1994 – En rufflares väg – tur och retur